# Кобринская экономия
Ко́бринская эконо́мия — столовое имение великих князей литовских и королей польских, существовавшее с 1519 по 1795 год. В экономию входили города Кобрин, Пружаны (Добучин) и Городец.

## История
В 1519 году умерла последняя правительница удельного Кобринского княжества Анна Семёновна. Из города Кобрина и прилегающих земель было создано государственное владение Кобринское староство, переданное в пожизненное владение мужу Анны Семёновны Вацлаву Станиславовичу Костевичу на правах аренды. После его смерти в 1532 году староство было подарено великим князем Сигизмундом I его жене Боне Сфорца. Администратором староства был назначен Иван Михайлович Хоревич из Куренца. В 1556 году Бона вернулась в Италию, экономия снова отошла великому князю (на этот раз Сигизмунду II). В административном плане староство составляло Кобринский повет, входивший в состав Подляшского, а с 1566 года Берестейского воеводства.
В 1589 году экономия была передана дочери Боны Сфорца, вдове Стефана Батория, королеве польской и великой княгине литовской Анне Ягеллонке. 10 декабря 1589 года городу Кобрину было даровано магдебургское право, а с ним и герб, была построена ратуша. По привилею, кобринские землевладетели получали право на собственный орган власти — магистрат. В магистрат выбирали радцев (советников, от «рада»), из числа которых выбирались бурмистры. Однако главой магистрата оставался войт, избираемый из числа городской шляхты и имевший полномочие утверждать избрание радцев. Он же председательствовал в суде, где ему ассистировали лавники (заседатели, от «лава»). Вместе с Кобрином магдебургское право было дано и Городцу, не имевшему однако самостоятельного управления, которое велось из Кобрина.
С 1605 по 1635 год экономия принадлежала супруге Сигизмунда III королеве Констанции Австрийской.
В 1757 году Ежи Флеминг получил общее право на Брестскую и Кобринскую экономии сроком на 6 лет.
В 1768 году началась реорганизация Кобринской экономии под руководством Антония Тизенгауза, которая, однако, не принесла желаемых результатов.
В 60-70-х годах XVIII века существовал и альтернативный проект реформирования Берестейской и Кобринской экономий, предложенный коморником Виленского воеводства Людвиком Кройцом. Суть проекта заключался в том, чтобы передать крестьянам в пользование все фольварковые земли и перевести их с отработочной на денежную ренту. Кроме этого, предлагались и другие, менее значимые, изменения. По мнению Кройца, реформа повысила бы доход с двух экономий со 110 тысяч тынфов, которые поступали в королевскую казну от арендатора Ежи Флеминга, до 294 тысяч тынфов. Кройц добавлял, что обозначенная рента не будет для крестьян тяжелой, и сам предлагал взять на себя часть расходов по проведению реформы в обмен на некоторые преференции.
По мнению исследователя проекта Кройца Ирины Китурко, проект не был реализован главным образом из-за того, что в отличие от проекта Тизензауза, был долгосрочным и не предвещал увеличения дохода в ближайшем будущем. Кроме того, противник идей Кройца Антоний Тизенгауз был главным управителем всех королевских имений в Великом княжестве Литовском и имел значительное влияние на короля. Историк отмечает, что расширение фольварковых земель, реализованное по проекту Тизенгауза, хотя и повысило в некоторой мере доход, легло тяжелым бременем на крестьян, неоднократно выступавших против её реализации.

## Административное деление и хозяйство
Из проведенной в 1563 году ревизии известно, что экономия состояла из 6 волостей: Кобринской, Блуденской, Вежецкой, Городецкой, Добучинской, Черевачицкой. Административным центром экономии был Кобринский замок, в каждой волости был особый двор, в котором размещалось управление. Волости делились на войтовства, которых всего было 18. Во влаве каждого войтовства стоял войт из крестьян. Войтовства делились на сёла, которых было 98. В состав экономии входило 109 населённых пунктов — 3 города (Кобрин, Добучин и Городец), 8 дворов или фольварков и 98 сёл. По приблизительному подсчёту в экономии было 77 тысяч десятин земли (89 волок фольварковой пашенной земли и 612 волок тяглых крестьян).
Ревизии также проводились в 1549 и 1597 годах. В экономии проводились работы, направленные на увеличение площади пахотных земель: мелиорация, вырубка леса.
В 1757 году вводится новое деление: вместо волостей и войтовств создавались губернии и ключи. Таким образом возникла Кобринская губерния из 8 ключей:
| Ключ          | Города | Местечки | Деревни                                                                                                 | Фольварки           |
| ------------- | ------ | -------- | --- | ------------------- |
| Кобринский    | Кобрин |          | Дубовое, Ляхчицы, Легаты, Полятичи, Патрики, Плоское, Руховичи, Суховчицы, Хидры, Огородники Кобринские | Гориздричи, Залесье |
| Вежецкий      |        |          | Глинянки, Лыщики, Матясы, Пестеньки, Столпы, Огородники Вежецкие                                        |                     |
| Городецкий    |        | Городец  | Осмоловичи, Углы, Грушево, Камень Королевский, Худлин, Челищевичи                                       |                     |
| Закросницкий  |        |          | Закросница, Остромичи, Быстрица, Селец, Турная                                                          |                     |
| Литвинковский |        |          | Литвинки, Острово, Клещи, Ластовки, Пруска                                                              |                     |
| Иловский      |        |          | Иловск, Борщи, Берёзно, Зосимы, Лущики, Стрии                                                           |                     |
| Тевельский    |        |          | Тевли, Залесье, Мацы, Рынки                                                                             |                     |
| Черевачицкий  |        |          | Батчи, Глинянки, Мельники, Перки, Пески, Шиповичи, Яковчицы, Огородники Черевачицкие                    |                     |